# Сапутници (Доктор Ху)
У дуготрајном телевизијском научнофантастичном програму ББЦ-а Доктор Ху и сродним делима, израз сапутник односи се на лика који путује или дели пустоловине са Доктором. У већини прича о Доктору Хуу, примарни пратилац делује као замена за публику. Они обезбеђују сочиво кроз које се гледалац упознаје са серијом. Лик пратилац често продужава причу постављањем питања (често да би помогли и публици да разуме) и упадајући у невоље. Такође помагањем, спасавањем или изазивањем доктора. Ову ознаку на лик примењују продуценти серије и појављује се у ББЦ-овом промотивном материјалу и измишљеној терминологији ван екрана. Доктор такође назива друге улоге у серији њихове „пријатеље“ или „помоћнике“. Британска штампа је такође користила овај последњи израз.

## Историја
У најранијим епизодама серије, драматична грађа глумачке екипе програма била је прилично другачија од обрасца јунака и помоћника који се појавио касније. У почетку је лик Доктора био нејасан, са неизвесним мотивима и способностима. Протагонисти су били школски наставници Ијан Честертон и Барбара Рајт, који су пружили гледиште публике у причама смештеним у историји Земље и ванземаљским световима. Ијан је посебно био у улози акционог јунака. Четврти лик била је Докторова унука Сузан која је (иако је у почетку представљена као „ванземаљско дете“) била намењена као идентификациона фигура за млађе гледаоце.
Керол Ен Форд, која је играла Сузан Форман, постала је незадовољна недостатком развоја свог лика и одлучила је да оде током друге сезоне. Лик Сузан је удат за борца за слободу и остављен да поново изгради Земљу опустошену од стране Далека. Продуценти серије заменили су Сузан још једним младим женским ликом Вики. Слично томе, када су Ијан и Барбара отишли, место „акционог јунака“ је попунио космонаут Стивен Тејлор. Ова скупина доктора, младог мушкарца јунака и привлачне младе жене, постала је образац програма током 1960-их.
Када се програм променио у боју 1970. године, његов формат се променио: Доктор је сада био везан за Земљу и добио је пратећу глумачку поставу захваљујући својој припадности паравојној организацији Обавештајна јединица Уједињених нација (ОЈУН). Трећи Доктор, активнији и физички привлачнији од својих претходника, учинио је излишном улогу мушког пратиоца „акционог јунака“. У сезони из 1970. Доктору су помагали научница Лиз Шо и бригадир Летбриџ-Стјуарт, заједно са другим члановима ОЈУН-а (као што је наредник Бентон). Интелектуалку Шоову је следеће сезоне заменила Џо Грант, а како се програм вратио повременим пустоловинама у свемиру, формат се још једном променио: док је ОЈУН наставио да пружа редовну „кућну базу“ за приче везане за Земљу, у причама на другим планетама, Доктор и Џо су постали двојац са блиском, личном везом. Овај образац, Доктор са једном пратиљом, постао је шаблон од којег су се касније епизоде серије ретко разликовале.
Лик Харија Саливена створила је продуцентска екипа када се очекивало да ће Четвртог Доктора играти старији глумац који ће имати проблема са активношћу коју је исказао његов претходник. Улога је припала 40-годишњем Тому Бејкеру, а улога Харија, која више није била потребна за акциону улогу, уклоњена је након једне сезоне.
У последњој сезони Четвртог доктора, Доктор је стекао троје пратилаца (Адрика, Теган и Нису), а ово стање се наставило под Петим Доктором већи део његове прве сезоне. Адрик је исписан методом, необичном у серији, да буде "убијен" у епизоди Земљотрес (4. део). У време Шестог Доктора, само један пратилац је поново постао стандардан.
Када се серија вратила 2005. године, само једна пратитељка је остала стандардни формат, иако су се појавили и повремени и краткорочни пратиоци. Доследнији изузеци десили су се између 5. и 7. серијала када је Једанаести Доктор путовао са Ејми Понд и Роријем Вилијамсом и у 10. серијалу у ком се Дванаести Доктор појавио заједно са Бил Потс и Нардолом. У вези са увођењем прве Докторке, ера Тринаестог Доктора има више пратилаца (и мушких и женских).

## Дефиниција
Иако продуценти серије означавају израз „пратилац“ одређеним ликовима и појављује се у промотивном материјалу ББЦ-а и измишљеној терминологији ван екрана, не постоји званична дефиниција која представља такву ознаку. Дефиниција ко јесте а ко није пратилац постаје мање јасна у новијој серији. На пример, Стивен Брук је на блогу „Чувар“ на Органгриндер-у одбацио Мишел Рајан као вероватну следећу пратитељку, али је рекао да „више није јасно шта чини пратиоца Доктора Хуа“. Током последњих Докторових инкарнација, његови примарни сапутници, као што су Роуз Тајлер и Марта Џоунс, остварили су изразиту драмску улогу, значајнију од других, мање истакнутих путника ТАРДИС-а као што су Адам, Џек и Мики. Британска штампа је помињала Марту као „прву сапутницу из етничке мањине у 43-годишњој телевизијској историји Доктора Хуа“ упркос присуству Микија Смита у претходном серијалу — у коме је и неколико епизода у којима је путовао ТАРДИС-ом са Доктором.
Уводна шпица мало разјашњава стање. У прва два серијала обновљеног програма, једини споредни глумац који је потписан у шпици је Били Пајпер, иако се појављују краткорочни пратиоци Бруно Ленгли (Адам Мичел), Џон Бароумен (Џек Харкнес) и Ноел Кларк (Мики Смит). У трећем серијалу, Бароумен бива потписан за свој повратак у серију заједно са сталном чланицом Фримом Еџимен, а у четвртом серијалу Еџименова је враћена у почетни наслов за свој повратак као Марта Џоунс. Четврти серијал такође даје Еџименовој, Пајперовом, Бароумену и Елизабет Слејден потписивање за њихово поновно појављивање у последњем дводелу. Кларк такође поново тумачи своју улогу на крају четвртог серијала. Иако је наведен као пратилац поред осталих глумаца на веб-страници ББЦ-а Доктор Ху, Кларк није био потписан на овај начин. У дводелу Крај времена, Џон Сим бива потписан за своју антагонистичку улогу Господара, испред Бернарда Крибинса као пратиоца Вилфреда Мота. У наредним годинама, Клер Скинер, Ник Фрост и Марк Гетис били су потписивани у посебним епизодама за улоге које се не сматрају пратиоцима, као и Пајперова током свог повратка у епизоди Дан Доктора.
Сапутници у новој серији такође имају флексибилнији мандат од својих класичних претходника. Неколико ликова пратилаца вратило се у серију пошто је напустило Докторово друштво, посебно у крајем четвртог серијала у епизодама Украдена Земља (1. део) и Крај путовања (2. део) (2008), у којем се налази рекордних осам прошлих, садашњих и будућих пратилаца: Дони су се придружили Роуз, Марта, Џек, Сара Џејн и Мики који су се вратили, док се појављују бивши пратилац К9 и будући пратилац Вилфред Мот. Ова склоност, плус повећање броја „једнократних“ пратилаца као што су Астрид Пет и Џексон Лејк, додатно је замаглила питање ко јесте а ко није пратилац.

## Улога
Докторови сапутници су преузели различите улоге — путници невољници, асистенти (нарочито Лиз Шо), пријатељи и колеге пустолови. Доктор, наравно, редовно стиче нове сапутнике и губи старе. Понекад се врате кући, а понекад пронађу нове узроке — или љубави — у световима које су посетили. Неколико пратилаца је помрло током путовања са Доктором, као што је сапутница Дванаестог Доктора Бил Потс. Неки су случајно путовали у ТАРДИС, попут Роузине мајке, Џеки Тајлер.
Већина пратилаца путује у ТАРДИС са Доктором у више од једне пустоловине. Понекад гостујући лик преузима улогу у причи сличну оној сапутника, као што је фотографкиња Изобел Воткинс која игра значајну улогу у серијалу Најезда (1968) или Линда у епизодама Зли вук (1. део) и Раздвајање путева (2. део). (2005). У обновљеној ери, неки гостујући ликови су стекли статус пратилаца као што су Мики Смит, Ривер Сонг, Вилфред Мот и Крег Овенс.
Упркос чињеници да су већина Докторових пратилаца младе, привлачне жене, продукцијска екипа за серију 1963–89 задржала је дугогодишњи табу против било каквог отвореног романтичног ангажовања у ТАРДИС-у: на пример, Питер Дејвисон као Пети Доктор није смео да стави руку око ни Саре Сатон (Ниса) ни Џенет Филдинг (Теган Јованка). Међутим, то није спречило обовожаваоце да нагађају о могућим романтичним везама, посебно између Четвртог Доктора и Временске даме Романе (чији су глумци Том Бејкер и Лала Вард били у вези и кратком браку). Табу је контроверзно нарушен у телевизијском филму из 1996. године када је Осми Доктор приказан како љуби сапутницу Грејс Халовеј. Серија из 2005. поиграла се овом идејом тако што су различити ликови мислили да су Девети Доктор и Роуз Тајлер пар, што су они жестоко порицали. Од оживљавања серије, Доктор је љубио многе своје пратиоце, међу којима и Роуз и Џека, иако сваки случај није нужно био у романтичном контексту. У 2. и 3. серијалу оживљавања, Дејвид Тенант као Десети Доктор и Роуз имају значајну сексуалну напетост. Роуз помиње да је са њим поделила хипотезу ако би икада био заљубљен у њу у епизоди Сотонина јама (2. део). На крају 2. серијала у епизоди Судњи дан (2. део), Роуз и Доктор су насилно раздвојени. Доктор „пали сунце да би рекао збогом“ и одговара на Роуз која каже „Волим те“ са одсеченом реченицом која је скоро сигурно „И ја тебе“. Дона Нобл је жестоко порицала сексуално занимање за Доктора када ју је позвао да му се придружи и објаснио: „Само желим партнера“ што је она погрешно чула као „Само желим да се парим“. И Роуз и Марта су развиле романтична осећања према Доктору. Са друге стране, Ејми је реаговала на секирацију због својих пустоловина тако што је веома агресивно покушавала да заведе Доктора уочи сопствене удаје, упркос томе што је била заљубљена у свог вереника Рорија. Доктор ју је силом одгурнуо од себе, иако није одмах прекинула потеру. Једанаести Доктор је романтично пољубио Ејмину и Роријеву ћерку, спорадичну сапутницу Ривер Сонг и у шали јој је предложио брак и убрзо се оженио њоме.
Претходни сапутници су се поново појавили у серији. Бригадир Летбриџ-Стјуарт се поново ујединио са каснијим инкарнацијама Доктора у серијалима Модрин бесмртни. Он и наредник Бентон су почели као ликови који се враћају на прво место, након што су се појавили са Другим Доктором у серијалу Мрежа страха и поново у серијалу Најезда пре него што су започели своју сталну сарадњу са Трећим и Четвртим доктором. Теган Јованка је била прва стална пратиља која се растала од Доктора, а потом се вратила сталном друштву, иако је пауза у њеном мандату била унапред испланирана.
Већина поновних појављивања пратилаца у изворној серији, међутим, била је за јубиларне специјале као што су епизода Пет Доктора и специјал Размере у времену у којима је такође било више доктора. Једна бивша сапутница Сара Џејн Смит заједно као и пас-робот К9 појавила се у четири, односно две епизоде оживљене серије више од двадесет година након свог последњег појављивања у причи поводом 20. годишњице Пет Доктора ( 1983). Лик Саре Џејн је такође био на челу огранка Доктора Хуа, Пустоловине Саре Џејн са К-9 до Слејденине смрти. Други пратилац, капетан Џек Харкнес, главни је лик у огранку научнофантастичном програму ББЦ-а Торчвуд. Не само да су ови бивши сапутници наставили да се појављују у серији Доктор Ху, већ су их понекад пратили и неки од њихових пратилаца из огранка када су то радили, међу којима и Џекове колеге Гвен Купер и Јанто Џонус и 'породица' Саре Џејн, господин Смит, Лук смит и К9 Марк IV. Други бивши сапутници из класичне ере и оживљених серија такође су се вратили као гостујуће звезде у огранку, међу којима и Марта Џоунс у Торчвуду и бригадир Летбриџ-Стјуарт и Џо Грант у Пустоловинама Саре Џејн. К9 Марк I је такође издвојен у сопствену серију, иако са независним континуитетом.
Када се Доктор Ху вратио на телевизију 2005. године, пратећи ликови су играли нешто другачију улогу, делом због снажног усредсређивања на лик Роуз Тајлер и ликове који су повезани са њом. На пример, иако је Адам Мичел био пратилац према стандардној дефиницији, појавио се у само две епизоде и вероватно је био мање значајан део серије из 2005. од Роузиног некадашњег дечка Микија Смита, који технички није био пратилац, али се појавио у пет епизода (или шест, укључујући кратко појављивање као дете у епизоди Оци). Мики је касније стекао статус пуноправног пратиоца када је путовао ТАРДИС-ом у епизоди Школски сусрет из 2006. У тој епизоди, Сара Џејн Смит говорила је о Роуз као о Докторовој „асистенткињи“, израз на који се овај други увредио. Ова размена се може сматрати да указује на промену приступа нове серије улози пратиоца. Адам је такође био далеко мање значајан од Роузине мајке Џеки која је била често понављани лик који је путовао ТАРДИС-ом, али се не сматра пратиоцем.
Од краја шестог серијала, Сара Џејн Смит је једина сапутница класичне ере која је поново путовала са Доктором у оживљеној серији и једна од две које су то учиниле у оживљеној ери. Одбила је његов позив у епизоди Школски сусрет, али се касније срела са Доктором на броду Далека у епизоди Крај путовања (2. део) и отпутовала са њим, неколико других пратилаца и Џеки Тајлер у ТАРДИС-у док су вукли Земљу назад до соларног система. Сара Џејн, њена претходница Џо Џоунс (рођена Грант) и њихови сапутници су потом на тренутак отпутовали ТАРДИС-ом са Једанаестим Доктором у епизоди Смрт Доктора у серији Пустоловине Саре Џејн. Једанаести Доктор је покушао да натера бригадира Летбриџ-Стјуарта да поново путује са њим, али је сазнао да је он преминуо неколико месеци раније.

## Породице и детињства
У класичној ери, пријатељи и породице пратилаца су ретко приказивани, а скоро сви су били несвесни праве природе Доктора и ТАРДИС-а. Изузеци укључују врло кратке приказе Сузаниног будућег мужа Дејвида Кембела, предакиње Додо Чаплет Ен, оца Викторије Вотерфилд Едварда, будућег мужа Џо Грант проф. Клифорда Џоунса, разне сараднике пратилаца у ОНУЈ-а, Лилиног оца Солеа, будуће мужа или љубавника Андред, тетку Теган Јованке Ванесу, деде по мајци Ендруа Вернија и брата од тетке Колина Фрејзера, Нисиног оца Тремаса и маћеху Касију, бившег наставника математике Вислора Турла Летбриџ-Стјуарта, очуха Пери Браун проф. Хауарда Фостера и будућег мужа краља Ирканоса, бившег дечка Ејс Мекшејн Сабалома Глица, баку по мајци Кетлин Дадмен, тек рођену мајку Одри Дадмен и фотографију њеног деде по мајци Френка Дадмена и другу супругу бригадира Летбриџ-Стјуарт Дорис. Огранак медији класичне ере додатно су представили стрину Саре Џејн Смит Лавинију (која је била невиђени лик у изворној серији) и усвојеног брата Брендана Ричардса и ћерку бригадира Летбриџ-Стјуарта Кејт (која је касније постала епизодни лик у обновљеној серији) и унука Гордона.
Насупрот томе, породице и пријатељи већине пратилаца у оживљеној ери су опширно и непрестано приказани, а њихове пустоловине са Доктором се углавном не чувају у тајности. Оживљена ера је такође укључивала бројне пратиоце који су повезани са другим пријатељима по крви или браку (деда Доне Нобл Вилфред Мот, вереник Ејми Понд (каснији муж) Рори Вилијамс и ћерка пара Ривер Сонг, бивши пратиоци Мики Смит и Марта Џоунс који су се венчали свог дружења, Грејем О'Брајен и пасторак Рајан Синклер). У класичној ери није било таквих веза међу пријатељима, иако се наводи да су се првобитни сапутници Ијан Честертон и Барбара Рајт у оживљеној ери венчали након свог дружења, а такође се наводи да су Бен Џексон и Поли били заједно. Породице неких сапутника из класичне ере такође су приказане у оживљеној ери, као што је унук Џо Грант (сада позната као Џо Џоунс) Сантијаго Џонс и родитељи Саре Џејн Смит, усвојени син Лук, усвојена ћерка Скај и алтернативни вереник Питер Далтон и ћерка Алистера Летбриџ-Стјуарта Кејт.
Још једна промена у оживљеној ери је приказ живота многих пратилаца пре доктора, посебно њиховог детињства. Ниједан пратилац није био тако приказан у класичној ери, осим што је Господар привремено 'остарио' Џона Бентона. Пратиоци Роуз Тајлер, Мики Смит, Аделајд Брук, Ејми Понд, Рори Вилијамс, Ривер Сонг и Клара Освалд су тумачени и у својом детињству од стране малолетних глумаца у Доктору Хуу. Животи породице Понд-Вилијамс-Сонг су посебно добро документовани. Сапутници Џек Харкнес и Сара Џејн Смит такође су приказани у младости у својим огранцима. Поред тога што је једном у класичној ери био наредник, Џон Бентон је био први пратилац чије је детињство забележено.

## Списак сапутника
Понављајућа тема нове серије је данак који губитак пратилаца доноси Доктору. Док би се мање-више лако носили са одласком својих пратилаца у класичној серији, нова серија показује како се Доктор теже опоравља када га пратилац напусти, поготово ако оду под трагичним околностима и ако Доктор развије јаку осећајну везу изван пријатељства. Након што је изгубио Дону Нобл, Десети Доктор је одбио да путује са сапутницом све до своје регенерације, неспособан да се више носи са њиховим одласком, што је исходило једнократним сапутницима (Џексон Лејк, Кристина де Суза, Аделајд Брук и Вилфред Мот). Касније, губитак Ејми и Рорија Вилијамса – своје таште и таста због брака са Ривер Сонг – доводи Једанаестог Доктора у дубоку потиштеност и он се повлачи у викторијански Лондон где одбија да се меша у светска питања више. Поред тога, у епизоди Хајде да убијемо Хитлера наглашава Докторову континуирану кривицу у односу на неколико прошлих пратилаца. Девети серијал (2015) бавио се растућим страхом Дванаестог Доктора због могућег губитка Кларе Освалд. Њена смрт у епизоди Суочавање са Гавраном наводи Доктора да предузме крајње мере да поништи њену судбину, као што је приказано у последњој епизоди деветог серијала Ђавоље решење. Утицај смрти његове жене Ривер Сонг је подзаплет епизода Супрузи Ривер Сонг и Повратак Доктора Мистерија.

## Списак пратилаца на телевизији
Колона „последња епизода“ укључује само последњу епизоду у којој су се појавили у улози пратилаца и искључује мање улоге, кратка појављивања, бљескове из прошлости и тако даље. Такође, табела се односи искључиво на пустоловине са одговарајућим Доктором. Неки сапутници који се појављују са два или више Доктора појављују се у одвојеним табелама.

### Први Доктор
| Сапутник(ца)   | Глумац(ица)    | Сезоне  | Прва епизода            | Последња епизода        |
| -------------- | -------------- | ------- | ----------------------- | ----------------------- |
| Сузан Форман   | Керол Ен Форд  | 1–2, 21 | Ванземаљско дете        | Пет Доктора             |
| Барбара Рајт   | Џеклин Хил     | 1–2     | Ванземљаско дете        | Планета одлуке          |
| Ијан Честертон | Вилијам Расел  | 1–2     | Ванземљаско дете        | Планета одлуке          |
| Вики           | Морин О'Брајен | 2–3     | Моћни непријатељ        | Коњ уништења            |
| Стивен Тејлор  | Питер Пурвс    | 2–3     | Планета одлуке          | Дивљаци (4. део)        |
| Катарина       | Адријан Хил    | 3       | Коњ уништења            | Издајници               |
| Сара Kингдом   | Џин Марш       | 3       | Издајници               | Уништење времена        |
| Додо Шапле     | Џеки Лејн      | 3       | Звоно пропасти          | Ратни стројеви (2. део) |
| Поли           | Анеки Вилс     | 3–4     | Ратни стројеви (1. део) | Десета планета (4. део) |
| Бен Џексон     | Мајкл Крејз    | 3–4     | Ратни стројеви (1. део) | Десета планета (4. део) |

### Други Доктор
| Сапутник(ца)             | Глумац(ица)    | Сезоне  | Прва епизода             | Последња епизода         |
| ------------------------ | -------------- | ------- | ------------------------ | ------------------------ |
| Поли                     | Анеки Вилс     | 4       | Моћ Далека (1. део)      | Безлични (6. део)        |
| Бен Џексон               | Мајкл Крејз    | 4       | Моћ Далека (1. део)      | Безлични (6. део)        |
| Џејми Мекримон           | Фрејзер Хајнс  | 4–6, 22 | Горштаци (1. део)        | Два Доктора (3. део)     |
| Викторија Вотерфилд      | Дебора Вотлинг | 4–5     | Зло Далека (2. део)      | Точак у свемиру (1. део) |
| Зои Хериот               | Венди Педбури  | 5–6     | Точак у свемиру (2. део) | Ратне игре (10. део)     |
| Бригадир Летбриџ-Стјуарт | Николас Кортни | 21      | Пет Доктора              | Пет Доктора              |

### Трећи Доктор
| Сапутник(ца)             | Глумац(ица)      | Сезоне | Прва епизода              | Последња епизода       |
| ------------------------ | ---------------- | ------ | ------------------------- | ---------------------- |
| Лиз Шо                   | Керолајн Џон     | 7      | Напад из свемира (1. део) | Пакао (7. део)         |
| Бригадир Летбриџ-Стјуарт | Николас Кортни   | 7–11   | Напад из свемира (1. део) | Планета паука (6. део) |
| Наредник Бентон          | Џон Левен        | 7–11   | Посланици смрти (5. део)  | Планета паука (6. део) |
| Џо Грант                 | Кети Менинг      | 8–10   | Терор Отонаца (1. део)    | Зелена смрт (6. део)   |
| Мајк Јејтс               | Ричард Френклин  | 8–11   | Терор Отонаца (1. део)    | Планета паука (6. део) |
| Сара Џејн Смит           | Елизабет Слејден | 11, 21 | Ратни стројеви (1. део)   | Пет Доктора            |

### Четврти Доктор
| Сапутник(ца)   | Глумац(ица)                                         | Сезоне    | Прва епизода                  | Последња епизода          |
| -------------- | --------------------------------------------------- | --------- | ----------------------------- | ------------------------- |
| Сара Џејн Смит | Елизабет Слејден                                    | 12–14     | Робот (1. део)                | Рука страха (4. део)      |
| Хари Саливен   | Ијан Мартер                                         | 12–13     | Робот (1. део)                | Терор Зајгонаца (4. део)  |
| Лила           | Луиз Џејмсон                                        | 14–15     | Лице зла (1. део)             | Најезда времена (6. део)  |
| K9             | Џон Лисон / Рој Скелтон / Дејвид Брајерли (гласови) | 15–18     | Невидљиви непријатељ (1. део) | Ратникова капија (4. део) |
| Романа         | Мери Там / Лала Вард                                | 16−18, 21 | Операција Рибос (1. део)      | Пет Доктора               |
| Адрик          | Метју Вотерхаус                                     | 18        | Пун круг (1. део)             | Логополис (4. део)        |
| Ниса           | Сара Сатон                                          | 18        | Логополис (1. део)            | Логополис (4. део)        |
| Теган Јованка  | Џенет Филдинг                                       | 18        | Логополис (1. део)            | Логополис (4. део)        |

### Пети Доктор
| Сапутник(ца)  | Глумац(ица)        | Сезоне | Прва епизода             | Последња епизода            |
| ------------- | ------------------ | ------ | ------------------------ | --------------------------- |
| Адрик         | Метју Вотерхаус    | 19     | Кастровалва (1. део)     | Потрес (4. део)             |
| Ниса          | Сара Сатон         | 19–20  | Кастровалва (1. део)     | Терминус (4. део)           |
| Теган Јованка | Џенет Филдинг      | 19–21  | Кастровалва (1. део)     | Васкрснуће Далека (2. део)  |
| Вислор Турло  | Марк Стриксон      | 20–21  | Модрин бесмртни (1. део) | Планета ватре (4. део)      |
| Камелион      | Џералд Флуд (глас) | 20–21  | Краљеве утваре (1. део)  | Планета ватре (2. део)      |
| Пери Браун    | Никола Брајант     | 21     | Планета ватре (1. део)   | Пећине Андрозанија (4. део) |

### Шести Доктор
| Сапутник(ца) | Глумац(ица)    | Сезоне | Прва епизода                 | Последња епизода          |
| ------------ | -------------- | ------ | ---------------------------- | ------------------------- |
| Пери Браун   | Никола Брајант | 21–23  | Недоумица близанаца (1. део) | Умни след (4. део)        |
| Мел Буш      | Бони Ленгфорд  | 23     | Терор Вервоида (1. део)      | Врхунски злотвор (2. део) |

### Седми Доктор
| Сапутник(ца) | Глумац(ица)   | Сезоне | Прва епизода           | Последња епизода       |
| ------------ | ------------- | ------ | ---------------------- | ---------------------- |
| Мел Буш      | Бони Ленгфорд | 24     | Време и Рани (1. део)  | Змајска ватра (3. део) |
| Ејс          | Софи Алдред   | 24–26  | Змајска ватра (1. део) | Преживљавање (3. део)  |

### Осми Доктор
| Сапутник(ца)  | Глумац(ица)  | Прича     |
| ------------- | ------------ | --------- |
| Грејс Халовеј | Дафни Ешбрук | Дoктор Ху |
| Ли Ченг       | Ђи Цо Ји     | Дoктор Ху |

### Девети Доктор
| Сапутник(ца)        | Глумац(ица)  | Серијал | Прва епизода         | Последња епизода  |
| ------------------- | ------------ | ------- | -------------------- | ----------------- |
| Роуз Тајлер         | Били Пајпер  | 1       | Роуз                 | Растанак (2. део) |
| Адам Мичел          | Бруно Ленгли | 1       | Далек                | Дуга игра         |
| Капетан Џек Харкнес | Џон Бароумен | 1       | Празно дете (1. део) | Растанак (2. део) |

### Десети Доктор
| Сапутник(ца)          | Глумац(ица)      | Серијал           | Прва епизода          | Последња епизода       |
| --------------------- | ---------------- | ----------------- | --------------------- | ---------------------- |
| Роуз Тајлер           | Били Пајпер      | 2, 4              | Божићна најезда       | Крај путовања (2. део) |
| Мики Смит             | Ноел Кларк       | 2, 4              | Школски сусрет        | Крај путовања (2. део) |
| Дона Нобл             | Кетрин Тејт      | 3−4               | Одбегла млада         | Крај путовања (2. део) |
| Марта Џоунс           | Фрима Еџимен     | 3−4               | Смит и Џоунсова       | Крај путовања (2. део) |
| Капетан Џек Харкнес   | Џон Бароумен     | 3−4               | Утопија (1. део)      | Крај путовања (2. део) |
| Астрид Пет            | Кајли Миног      | 4                 | Путовање проклетих    | Путовање проклетих     |
| Сара Џејн Смит        | Елизабет Слејден | 4                 | Школски сусрет        | Крај путовања (2. део) |
| Џексон Лејк           | Дејвид Мориси    | Специјал 2008     | Следећи Доктор        | Следећи Доктор         |
| Розита Фариси         | Велил Чабалала   | Специјал 2008     | Следећи Доктор        | Следећи Доктор         |
| Леди Кристина де Суза | Мишел Рајан      | Специјал 2009     | Планета мртвих        | Планета мртвих         |
| Аделајд Брук          | Линдзи Данкан    | Специјал 2009     | Воде Марса            | Воде Марса             |
| Вилфред Мот           | Бернард Крибинс  | Специјали 2009−10 | Крај времена (1. део) | Крај времена (2. део)  |

### Једанаести Доктор
| Сапутник(ца)  | Глумац(ица)    | Серијал          | Прва епизода                | Последња епизода        |
| ------------- | -------------- | ---------------- | --------------------------- | ----------------------- |
| Ејми Понд     | Карен Гилан    | 5–7              | Једанаести час              | Анђели освајају Менхетн |
| Рори Вилијамс | Артур Дарвил   | 5–7              | Вампири из Венеције         | Анђели освајају Менхетн |
| Ривер Сонг    | Алекс Кингстон | 6                | Немогући космонаут (1. део) | Удаја Ривер Сонг        |
| Меџ Арвел     | Клер Скинер    | Специјал 2011    | Доктор, удовица и орман     | Доктор, удовица и орман |
| Крег Овенс    | Џејмс Корден   | 6                | Затварање времена           | Затварање времена       |
| Клара Освалд  | Џена Колман    | 7–Специјали 2013 | Снежни људи                 | Време Доктора           |

### Дванаести Доктор
| Сапутник(ца) | Глумац(ица)    | Серијал          | Прва епизода               | Последња епизода   |
| ------------ | -------------- | ---------------- | -------------------------- | ------------------ |
| Клара Освалд | Џена Колман    | 8–9              | Удахни дубоко              | Ђавоље решење      |
| Ривер Сонг   | Алекс Кингстон | 9                | Супрузи Ривер Сонг         | Супрузи Ривер Сонг |
| Нардол       | Мет Лукас      | 10               | Повратак доктора Мистерија | Докторов пад       |
| Бил Потс     | Перл Меки      | 10–Специјал 2017 | Пилот                      | Било двапут        |

### Тринаеста Докторка
| Сапутник(ца)        | Глумац(ица)   | Серијал          | Прва епизода               | Последња епизода  |
| ------------------- | ------------- | ---------------- | -------------------------- | ----------------- |
| Грејем О'Брајен     | Бредли Волш   | 11–Специјал 2021 | Жена која је пала на земљу | Револуција Далека |
| Рајан Синклер       | Тосин Кол     | 11–Специјал 2021 | Жена која је пала на земљу | Револуција Далека |
| Јасмин Кан          | Мандип Гил    | 11–Специјал 2022 | Жена која је пала на земљу | Моћ Доктора       |
| Капетан Џек Харкнес | Џон Бароумен  | специјал 2021    | Рeволуција Далека          | Рeволуција Далека |
| Ден Луис            | Џон Бишоп     | 13–Специјал 2022 | Апокалипса за Ноћ Вештица  | Моћ Доктора       |
| Ејс                 | Софи Алдред   | Специјал 2022    | Моћ Доктора                | Моћ Доктора       |
| Теган Јованка       | Џенет Филдинг | Специјал 2022    | Моћ Доктора                | Моћ Доктора       |

### Одбегла Докторка
| Сапутник(ца) | Глумац(ица) | Серијал | Прва епизода                                         | Последња епизода                                     |
| ------------ | ----------- | ------- | ---------------------------------------------------- | ---------------------------------------------------- |
| Ли Клејтон   | Нил Стук    | 12      | Бегунац из Џадуна                                    | Бегунац из Џадуна                                    |
| Карваниста   | Крејг Елс   | 13      | Открио да је био некад сапутник у епизоди Победници. | Открио да је био некад сапутник у епизоди Победници. |

### Четрнаести Доктор
| Сапутник(ца) | Глумац(ица) | Серијал        | Прва епизода  | Последња епизода |
| ------------ | ----------- | -------------- | ------------- | ---------------- |
| Дона Нобл    | Кетрин Тејт | Специјали 2023 | Звездана звер | Кикот            |

### Петнаести Доктор
| Сапутник(ца)   | Глумац(ица)  | Серијал       | Прва епизода           | Последња епизода        |
| -------------- | ------------ | ------------- | ---------------------- | ----------------------- |
| Руби Сандеј    | Мили Гибсон  | 14−15         | Црква на Рубином друму | Рат стварности (2. део) |
| Џој Алмондо    | Никола Колан | Специјал 2024 | Џој свету              | Џој свету               |
| Белинда Чандра | Варада Сету  | 15            | Револуција робота      | Рат стварности (2. део) |

## Списак пратилаца из других медија
Огранак медији Доктора су видели стварање нових ликова који ће деловати као нови сапутници Доктору. Већина њих је створена да се појављују као пратиоци за Шестог, Седмог и Осмог доктора у новим производима који се представљају као прогон њихових пустоловина изван ТВ серије, али постоје и нови пратиоци за друге Докторе. Ниједан од њих није приказан на телевизији, осим помињања неких изворних ликова продукције "Big Finish" у мини-епизоди Ноћ Доктора. Међутим, неки од њих су прешли из једног медија у други.

### Први Доктор
| Сапутник      | Глумац   | Медиј                               | Прва прича                 | Последња прича    |
| ------------- | -------- | ----------------------------------- | -------------------------- | ----------------- |
| Џон и Џилијан | Н/Д      | ТВ Стрип стрипови                   | Клептонски паразити (1964) | Огледи (1966)     |
| Оливер Харпер | Том Ален | Аудио приче продукције "Big Finish" | Вечна веза (2011)          | Први талас (2011) |

### Други Доктор
| Сапутник      | Глумац | Медиј             | Прва прича         | Последња прича          |
| ------------- | ------ | ----------------- | ------------------ | ----------------------- |
| Џон и Џилијан | Н/Д    | ТВ Стрип стрипови | Извиђачи (1966−67) | Најезда кваркова (1968) |

### Трећи Доктор
| Сапутник         | Глумац      | Медиј           | Прва прича            | Последња прича           |
| ---------------- | ----------- | --------------- | --------------------- | ------------------------ |
| Џереми Фицоливер | Ричард Пирс | ББЦ Радио драме | Паразити смрти (1993) | Духови Н-простора (1996) |

### Четврти Доктор
| Сапутник     | Глумац        | Медиј                               | Прва прича                       | Последња прича              |
| ------------ | ------------- | ----------------------------------- | -------------------------------- | --------------------------- |
| Шерон Дејвис | Риен Старбак  | Часопис Доктор Ху стрипови          | Доктор Ху и Звездана звер (1980) | Сањари смрти (1981)         |
| Фенела Вибси | Сузан Џејмсон | ББЦ аудио књиге                     | Гомила кошмара (2009)            | Преживели у свемиру (2011)  |
| Ен Келсо     | Џејн Славин   | Аудио приче продукције "Big Finish" | Синестранско убиство (2019)      | Савршени затвореници (2019) |

### Пети Доктор
| Сапутник         | Глумац         | Медиј                               | Прва прича                    | Последња прича           |
| ---------------- | -------------- | ----------------------------------- | ----------------------------- | ------------------------ |
| Гас Гудмен       | Н/Д            | Часопис Доктор Ху стрипови          | Лунарна лагуна (1983)         | Модератор (1984)         |
| Еринем           | Керолајн Морис | Аудио приче продукције "Big Finish" | Око шкорпије (2001)           | Млада са Пеладона (2008) |
| Томас Брустер    | Џон Пикард     | Аудио приче продукције "Big Finish" | Лов на Томаса Брустера (2008) | Савршени свет (2008)     |
| Еби              | Кјара Џенсон   | Аудио приче продукције "Big Finish" | Пресуда Искара (2009)         | Људи од дима (2021)      |
| Хана Бартоломеју | Франческа Хант | Аудио приче продукције "Big Finish" | Месо Месеца (2014)            | Маскембал (2014)         |
| Брук             | Џоана хортон   | Аудио приче продукције "Big Finish" | Дама из језера (2018)         | Фурије (2018)            |
| Марк             | Џорџ Воткинс   | Аудио приче продукције "Big Finish" | Тартар (2019)                 | Кошмар Далека (2021)     |

### Шести Доктор
| Сапутник       | Глумац         | Медиј                               | Прва прича                     | Последња прича                   |
| -------------- | -------------- | ----------------------------------- | ------------------------------ | -------------------------------- |
| Фробишер       | Роберт Џезек   | Часопис Доктор Ху стрипови          | Мењач облика (1984)            | Обликачи света (1987)            |
| Грејем Мармак  | Н/Д            | Пустоловине нестале невиности       | Време твог живота (1995)       | Брисани простор (1996)           |
| Евелин Смајт   | Меги Стеблс    | Аудио приче продукције "Big Finish" | Марјанска завера (2000)        | Крв није вода (2005)             |
| Чарли Полард   | Индија Фишер   | Аудио приче продукције "Big Finish" | Осуђени (2007)                 | Плава заборављена планета (2009) |
| Томас Брустер  | Џон Пикард     | Аудио приче продукције "Big Finish" | Злочини Томаса Брустера (2011) | Индустријска еволуција (2011)    |
| Флип Џексон    | Лиса Гринвуд   | Аудио приче продукције "Big Finish" | Проклетство Давроса (2012)     | TBC                              |
| Констанц Кларк | Миранда Рејсон | Аудио приче продукције "Big Finish" | Унакрсно (2015)                | TBC                              |
| Хеб Харисон    | Рут Медли      | Аудио приче продукције "Big Finish" | Дубина (2022)                  | TBC                              |

### Седми Доктор
| Сапутник          | Глумац            | Медиј                               | Прва прича                    | Последња прича                |
| ----------------- | ----------------- | ----------------------------------- | ----------------------------- | ----------------------------- |
| Фробишер          | Роберт Џезек      | Часопис Доктор Ху стрипову          | Хладан дан у паклу! (1987–88) | Хладан дан у паклу! (1987–88) |
| Ола               | Н/Д               | Часопис Доктор Ху стрипову          | Хладан дан у паклу! (1987–88) | искупљење! (1988)             |
| Бернис Самерфилд  | Лиса Боуерман     | Нове невине пустоловине             | Љубав и рат (1992)            | Срећни крајеви (1996)         |
| Роз Форестер      | Јасмин Банерман   | Нове невине пустоловине             | Изворни грех (1995)           | Јако подли грех (1997)        |
| Крис Квеј         | Травис Оливер     | Нове невине пустоловине             | Изворни грех (1995)           | Лангбароу (1997)              |
| Хекс Шофилд       | Филип Оливер      | Аудио приче продукције "Big Finish" | Жетва (2004)                  | Греси и чуда (2014)           |
| Елизабет Клајн    | Трејси Чајлдс     | Аудио приче продукције "Big Finish" | Хиљаду малих крила (2010)     | Далеци међу нама (2013)       |
| Лисанда Аристедес | Ејми Пембертон    | Аудио приче продукције "Big Finish" | Пројекат: Судбина (2010)      | Богови и чудовишта (2012)     |
| Рејн Криви        | Бет Чалмерс       | Аудио приче продукције "Big Finish" | Злочин века (2011)            | ОЈУН: Доминион (2012)         |
| Сали Морган       | Меги О'Нил        | Аудио приче продукције "Big Finish" | Кућа плаве ватре (2011)       | Загробни живот (2013)         |
| Вил Ароусвит      | Кристијан Едвардс | Аудио приче продукције "Big Finish" | Убеђивање (2013)              | Далеци међу нама (2013)       |
| Наоми Крос        | Еленор Крукс      | Аудио приче продукције "Big Finish" | Лондонска орбита (2022)       | TBC                           |

### Осми Доктор
| Сапутник         | Глумац                    | Медиј                               | Прва прича                         | Последња прича                        |
| ---------------- | ------------------------- | ----------------------------------- | ---------------------------------- | ------------------------------------- |
| Стејси Таунсенд  | Н/Д                       | Радио време стрипови                | Мртва лопта (1996)                 | Завршетак (1997)                      |
| Сард             | Н/Д                       | Радио време стрипови                | Мртва лопта (1996)                 | Завршетак (1997)                      |
| Изи Синклер      | Џемима Рупер              | Доктор Ху часопис стрипови          | Крај игре (1996)                   | Заборав (2002–03)                     |
| Феј Траскот-Сејд | Н/Д                       | Доктор Ху часопис стрипови          | Зуб и канџа (1997)                 | Пелин (1998)                          |
| Дестри           | Н/Д                       | Доктор Ху часопис стрипови          | Опидипус (2001)                    | Потоп (2004–05)                       |
| Бернис Самерфилд | Лиса Боуерман             | Нове невине пустоловине             | Дани на самрти (1997)              | Дани на самрти (1997)                 |
| Сем Џоунс        | Н/Д                       | Пустоловине Осмог Доктора           | Осам Доктора (1997)                | Интервенција - Књига друга (1999)     |
| Фриц Крајнер     | Мет Ди Анђело             | Пустоловине Осмог Доктора           | Зараза (1999)                      | Галифрејачке хронике (2005)           |
| Саосећање        | Џеки Скарвелис            | Пустоловине Осмог Доктора           | Интервенција - Књига прва (1999)   | Предакова ћелија (2000)               |
| Анџи Капур       | Н/Д                       | Пустоловине Осмог Доктора           | Брзина бекства (2001)              | Безвременски (2003)                   |
| Трикс Мекмилан   | Н/Д                       | Пустоловине Осмог Доктора           | Нулто време (2002)                 | Галирфејачке хронике (2005)           |
| Чарли Полард     | Индија Фишер              | Аудио приче продукције "Big Finish" | Олуја упозорења (2001)             | Девојка која није ни постојала (2007) |
| Криз             | Конрад Вестмас            | Аудио приче продукције "Big Finish" | Време кромона (2004)               | Помиловање (2007)                     |
| Луси Милер       | Шеридан Смит              | Аудио приче продукције "Big Finish" | Крв Далека (2007)                  | До смрти (2011)                       |
| Мери Шели        | Џули Кокс                 | Аудио приче продукције "Big Finish" | У друштву пријатеља (2009)         | Војска смрти (2011)                   |
| Тамзин Дру       | Ники Вардли               | Аудио приче продукције "Big Finish" | Празно стање (2010)                | До смрти (2011)                       |
| Моли О'Саливен   | Рут Бредли / Сорча Кјузак | Аудио приче продукције "Big Finish" | Велики рат (2012)                  | Правило еминенције (2014)             |
| Лив Ченка        | Никола Вокер              | Аудио приче продукције "Big Finish" | Издајник (2014)                    | TBC                                   |
| Хелен Синклер    | Хети Морахан              | Аудио приче продукције "Big Finish" | Црвена дама (2015)                 | TBC                                   |
| Џоси Деј         | Н/Д                       | Стрипови "Титан"                    | Слика Џозефин Деј (2015)           | Питање живота и смрти (2016)          |
| Блис             | Раки Такрар               | Аудио приче продукције "Big Finish" | Тезејев брод (2017)                | Обнова Далека (2020)                  |
| Тања Бел         | Ребека Рут                | Аудио приче продукције "Big Finish" | Изгубљено власништво (2020)        | Најбоља година икад (2022)            |
| Енди Дејвидсон   | Том Прајс                 | Аудио приче продукције "Big Finish" | Мора се погледати ТВ (2020)        | Најбоља година икад (2022)            |
| Алек Кембел      | Сони Мекган               | Аудио приче продукције "Big Finish" | У међувремену, негде другде (2023) | TBC                                   |

### Ратни Доктор
| Сапутник         | Глумац      | Медиј                               | Прва прича         | Последња прича        |
| ---------------- | ----------- | ----------------------------------- | ------------------ | --------------------- |
| Синдер           | Н/Д         | Нови низ пустоловина                | Мотори рата (2014) | Мотори рата (2014)    |
| Кардинал Олистра | Џеклин Пирс | Аудио приче продукције "Big Finish" | Невини (2015)      | Размера енигме (2017) |
| Кејс             | Ајаз Авад   | Аудио приче продукције "Big Finish" | Последице (2021)   | TBC                   |

### Девети Доктор
| Сапутник   | Глумац       | Медиј                               | Прва прича            | Последња прича        |
| ---------- | ------------ | ----------------------------------- | --------------------- | --------------------- |
| Тара Мишра | Н/Д          | Стрипови "Титан"                    | Службене тајне (2016) | Рат надметања (2017)  |
| Нова       | Камила Бипут | Аудио приче продукције "Big Finish" | Круг слободе (2021)   | Борба за храну (2021) |

### Десети Доктор
| Сапутник        | Глумац      | Медиј                               | Прва прича                  | Последња прича            |
| --------------- | ----------- | ----------------------------------- | --------------------------- | ------------------------- |
| Маџента Прајс   | Н/Д         | Доктор Ху часопис стрипови          | Размисли поново (2008)      | Гримизна рука (2009–10)   |
| Хедер Мекримон  | Н/Д         | Пустоловине Доктора Хуа стрипови    | Хромозомна веза (2009)      | Рок (2010)                |
| Волфганг Рајтер | Н/Д         | Пустоловине Доктора Хуа стрипови    | Лет Жироа (2009)            | Лош вучко (2009)          |
| Метју Финеган   | Н/Д         | Стрипови издаваштва "IDW"           | Сребрни врисак (2009)       | Последње жртвовање (2010) |
| Емили Винтер    | Н/Д         | Стрипови издаваштва "IDW"           | Сребрни врисак (2009)       | Последње жртвовање (2010) |
| Габи Гонзалес   | Н/Д         | Стрипови "Титан"                    | Револуција терора (2014)    | Добар сапутник (2018)     |
| Синди Ву        | Н/Д         | Стрипови "Титан"                    | Арена страха (2014)         | Добар сапутник (2018)     |
| Анубис          | Н/Д         | Стрипови "Титан"                    | Доручак код тираније (2017) | Добар сапутник (2018)     |
| Ања Кингдом     | Џејн Славин | Аудио приче продукције "Big Finish" | Куповање времена (2021)     | Победа Давроса (2021)     |
| Марк Севен      | Џо Симс     | Аудио приче продукције "Big Finish" | Куповање времена (2021)     | Победа Давроса (2021)     |

### Једанаести Доктор
| Сапутник      | Глумац       | Медиј                               | Прва прича                   | Последња прича               |
| ------------- | ------------ | ----------------------------------- | ---------------------------- | ---------------------------- |
| Кевин         | Н/Д          | Стрипови издаваштва "IDW"           | Кад се светови сударе (2011) | Свемирска лигња (2011)       |
| Деки Фламбун  | Н/Д          | Пустоловине Доктора Хуа стрипови    | Сусрет са метеором (2012)    | Траг Декија Фламбуна (2013)  |
| Алис Обифун   | Н/Д          | Стрипови "Титан"                    | Загробни живот (2014)        | Без весла (2018)             |
| Џон Џоунс     | Н/Д          | Стрипови "Титан"                    | То што жели... (2014)        | Врисак (2017)                |
| Арк           | Н/Д          | Стрипови "Титан"                    | Ко је крив (2014)            | Удобност добра (2015)        |
| Абслом Дак    | Н/Д          | Стрипови "Титан"                    | Тад и сад (2015)             | Лекар лечи себе (2016)       |
| Штитоноша     | Н/Д          | Стрипови "Титан"                    | Тад и сад (2015)             | Нежно повући жице (2016)     |
| Младица       | Н/Д          | Стрипови "Титан"                    | Врисак (2018)                | Гладно и жедно корење (2018) |
| Валари Локвуд | Сафија Ингар | Аудио приче продукције "Big Finish" | Неслеђе (2022)               | TBC                          |

### Дванаести Доктор
| Сапутник       | Глумац          | Медиј                               | Прва прича             | Последња прича             |
| -------------- | --------------- | ----------------------------------- | ---------------------- | -------------------------- |
| Хети Манро     | Н/Д             | Стрипови "Титан"                    | Преокрет (2016)        | Под тласима (2017)         |
| Џес Колинс     | Н/Д             | Стрипови "Титан"                    | Заразно срце (2016)    | Врата за пакао (2017)      |
| Максвел Колинс | Н/Д             | Стрипови "Титан"                    | Усељавање (2016)       | Врата за пакао (2017)      |
| Џата           | Н/Д             | Стрипови "Титан"                    | Из коњских уста (2016) | Убилачка апликација (2017) |
| Алекс Јо       | Н/Д             | Аудио приче продукције "Big Finish" | Пали анђео             | Изгубљени пламен           |
| Брендон Јо     | Н/Д             | Аудио приче продукције "Big Finish" | Пали анђео             | Изгубљени пламен           |
| Кира Санстром  | Бравниша Пармар | Аудио приче продукције "Big Finish" | Лет за Каландру (2021) | Тежина повести (2021)      |

### Одбегла Докторка
| Сапутник | Глумац | Медиј            | Прва прича    | Последња прича |
| -------- | ------ | ---------------- | ------------- | -------------- |
| Тасло    | Н/Д    | Стрипови "Титан" | Корени (2022) | Корени (2022)  |

## Смрти сапутника
Неколико пратилаца је помрло током серије. У епизоди Издајници, Катарина се жртвовала отварајући своју ваздушну комору како би спасила остале од помахниталог бегунца Кирксена и одувана је у свемирски вакуум. У епизоди Уништитељ времена, Сара Кингдом је брзо остарила у прах због уништитеља времена. Док је Адрик покушавао да одврати свемирски брод од пада на Земљу, Киберчовек је уништио контроле. Јурили су кроз време и срушили се на планету, стварајући кратер Чиксулуб и изазивајући изумирање К-ПГ (ово је испунило силуријанско пророчанство и олакшало еволуцију сисара). Андроид Камелион, пошто је дошао под контролу Господара, убедио је Доктора да га уништи, а Доктор је послушао. Астрид Пет се жртвовала да би убила Макса Каприкона, спасавајући животе милиона људи на међузвезданом свемирском броду РМС Титаник и у ширем подручју Лондона. Пре него што је почело формално путовање Ривер Сонг, она се жртвовала како би спасила оне заробљене у симулацијама рачунарских послужитеља библиотеке. Доктор је отпремио свог „духа података“ на послужитеље библиотеке одакле је касније могла да комуницира кроз време и простор са мадам Вастром, Џени Флинт, Страксом и Кларом Освалд у епизоди Име Доктора. Аделајд Брук се убила пошто је Доктор променио временску линију спасавајући је. Ово је обезбедило да њени потомци истраже галаксију и шири универзум како је првобитно било одређено. Рорија Вилијамса је додирнуо Уплакани анђео 2012. и враћен је у прошлост. Уз охрабрење своје ћерке Ривер Сонг и против Докторових молби, Ејми Понд дозвољава да је додирне исти анђео у нади да ће се поново спојити са својим мужем у прошлости. У томе је успела и они су остарили заједно у Новом Јорку, помрли и били сахрањени у Краљичином на месту одакле ће касније бити враћени у прошлост 2012. У борби против Ледене гувернанте у последњем часу Бадње вечери 1892. инкарнација Кларе Освалд из викторијанског доба пада са облака на коме је био паркиран ТАРДИС и стрмоглавила се на земљу. Још једна инкарнација Кларе Освалд (по имену Освин Освалд) умире у епизоди Избеглиштво Далека. Лик је омогућио заштиту планете и тако и Доктору, Ејми Понд и Рорију Вилијамсу да побегну.
Међутим, нису све смрти пратилаца биле трајне. Џек Харкнес васкрсава после сваке смрти пошто га је Роуз Тајлер учинила бесмртним у епизоди Растанак. Рори Вилијамс је претрпео неколико смрти, од којих је свака била поништена алтернативним временским линијама, парадоксима, васкрсењем напредне ванземаљског здравства или поновним покретањем универзума. Клара Освалд умире у епизоди Суочење са Гавраном, али у следећој епизоди (Ђавоље решење) њен временски ток је замрзнут у тренутку смрти од стране Господара времена како би могли да је испитују о хибриду. Доктор користи ово да јој спасе живот, али она технички није ни жива ни мртва, нити стари нити има пулс. Након њеног одласка као пратитељке Дванаестог Доктора, она се удружује са бесмртном Ашилдр и путује у украденом ТАРДИС-у.
Други сапутници су помрли у алтернативним временским линијама или алтернативним животима. Вођа ОЈУН-а Алистер Летбриџ-Стјуарт, вођа одсека Лиз Шо и наредник Џон Бентон су изгинули у уништењу Земље свог универзума. Сара Џејн Смит, њен син Лук, Марија Џексон и Клајд Лангер су изгинули док су покушавали да зауставе Плазмаворе и Џадуне у болници "Краљевска нада" на Месецу у паралелном универзуму у епизоди Скрени лево. У истој причи, Марта Џоунс се угушила пошто је дала кисеоник свом сараднику Оливеру Моргенстерну док је била на Месецу. Пубертетлијка Сара Џејн Смит такође је умрла пошто је пала са кеја уместо своје пријатељице Андрее Јејтс. Марија Џексон убеђује одраслог Јејтса да исправи временску линију, враћајући Сару Џејн у живот. Након деценија преживљавања у ванземаљској болници која је смртоносна за људе, Ејми Понд приморава Рорија Вилијамса да је закључа ван ТАРДИС-а како би заштитила своје млађе и омогућила овој другој да има живот са Роријем који је првом недостајао. Ејми и Рори су заједно скочили са вишеспратнице у Новом Јорку наслућујући да ће то створити парадокс и ослободити се тог временског оквира.
Неколико других пратилаца је помрло након њиховог дружења. Смрт сер Алистера Летбриџ-Стјуарта неколико месеци раније откривена је у епизоди Свадба Ривер Сонг, а касније су га се радо сећали његова ћерка и Једанаести Доктор. Када је серијал поново покренут 2005. године, Доктор је веровао да је једини Господар времена који је преживео Последњи велики временски рат, што указује да верује да су Сузан Форман и Романа убијене и да је Лила, која се настанила на Галифреју, је изгубљена када је та планета уништена у последњем великом временском рату. Међутим, епизода поводом педесетогодишњице Дан Доктора открива да планета још увек постоји у одвојеном џепном универзуму, остављајући њихову судбину неизвесном. Године 2050. Рани Чандра у епизоди Лудача на тавану указује да је Сара Џејн Смит мртва. Вики је напустила Првог доктора око 1250. пре нове ере и ушла у легенду као Кресида.

### Ипак преживели сапутници
- У епизоди Умни след (4. део), Пери Браун је убио краљ Ирканос пошто је њен мозак замењен мозгом Кива, члана рода Ментора. Међутим, у серијалу Врхунски злотвор открива се да Пери није убијена већ да је уместо тога постала Ирканосова супруга.
- Грејс Халовеј је убио Господар, али ју је оживела ТАРДИС-ова веза са Оком склада током телевизијског филма из 1996.
- Џека Харкнеса убијају Далеци, али га Роуз Тајлер враћа у живот и даје бесмртност у епизоди Растанак (2. део). Од тада је умирао више пута и у серији Доктор Ху и у серији Торчвуд, али се увек враћао у живот убрзо након тога. У епизоди Последњи господар времена указано је да је Харкнес постао Лице Боа које мирно умире у епизоди Шпиц пошто је живео милијардама година.
- Ривер Сонг се жртвовала у епизоди Шума мртвих (2. део) да би спасила Докторов живот, али је он успео да отпреми дигитални примерак њене свести у језгро података. Ривер наставља да се појављује у серији у ранијим раздобљима свог живота, а њена свест након смрти се поново појављује у епизоди Име Доктора.
- Сара Џејн Смит умире као пубертетлијка у алтернативном временском току у епизоди Шта је било са Саром Џејн?.
- Рорија је такође убио Силуријанац Рестак на крају епизоде Хладнокрвно када се Рори жртвовао да заштити Доктора. Након тога га прождире пукотина у времену која га брише из постојања. Поново се појављује у епизоди Отварање Пандорике (1. део) као отонски двојник створен из сећања Ејми Понд и враћен је у свој стари живот заједно са остатком универзума у епизоди Велики прасак (2. део).
- Рори је приказан како умире од старости у епизоди Анђели освајају Менхетн пред собом, Ејми, Једанаестим Доктором и својом ћерком Ривер Сонг. Ејми и он су поништили временски ток скачући са крова и спречавајући да буде послат даље у прошлост да умре од старости. Овиме су изгинули и он и Ејми, али су обоје васкрсли пошто је временски ток у ком су помрли поништен.
- Старију варијанту Ејми Понд убио је рукаробот у епизоди Девојка која је чекала док јој је давао лек за који није знао да ће је убити, али њено постојање је избрисано када су Доктор и Рори успели да је убеде да им помогне спаси млађу Ејми, дозвољавајући им да избришу временски ток где је старија Ејми постојала.
- Бил Потс је убијена од стране последњег члана посаде брода колоније у покушају да заустави напредовање Киберљуди у епизоди Док је света и века (1. део). Међутим, она је претворена у изворног Мондазијанског Киберчовека, а током епизоде Докторов пад, Бил је враћена у своје људско обличје и преображена у створење налик води од стране своје бивше симпатије Хедер која је обећала да ће лутати универзумом са њом, а ту понуду је Бил вољно прихватила.

### Упоредни светови
У упоредном свету из епизоде Скрени лево приказане су смрти Марте Џонс, Саре Џејн Смит, Лука Смита, Марије Џексон, Клајда Ленгера, Гвен Купер и Ђанта Џоунса из тог света, као и смрт Доне Нобл на екрану.

### Огранак медији
Бројни ТВ пратиоци помрли су у огранак медијима. Неколико огранака ексклузивних ликова је такође помрло, али овај списак се односи само на ТВ пратиоце:
- Лиз Шо умире у роману Нових невиних пустоловина из 1997. Вечни плач аутора Џима Мортимора као жртва заразе ванземаљског тераформирајућег вируса док је била део екипа ОЈУН-а који истражује ванземаљски артефакт на Месецу. Ово је касније било у супротности са епизодом серије Пустоловине Саре Џејн Смрт Доктора која указује да је Лиз Шо још увек жива – иако још увек ради на Месецу – 2010. године. Радња романа је смештена у 2003.
- Ејс је убијена у праску у комичној причи Нулти темељ док је још увек била пратитељка Седмог Доктора. Ово је такође у супротности са причом серије Пустоловине Саре Џејн Смрт Доктора која указује да је она још увек жива 2010. године и да више не путује са Доктором и води добротворно удружење под називом "Ејс".
- Џејми Мекримон умире као старији човек у стрипу Обликовачи света.
- Адам Мичел је убијен у праску у комичној причи Заробљеници времена, жртвујући се да осујети Господаров покушај да уништи стварност и спасе свих једанаест Доктора и њихових сапутника.
- Лила умире неко време пошто је Галифреј уништен (подразумева се да је преживела Временски рат) у трилогији прича продукције "Big Finish" Сапутничке хронике, где ју је заточио ванземаљски род звана З'наи.
- У веб причи из 2020. "Збогом, Саро Џејн" речено је да је Сара Џејн Смит умрла.